# Furkan Özçal
Furkan Özçal (* 3. September 1990 in München) ist ein deutsch-türkischer Fußballspieler.

## Karriere

### Verein
Özçal stammt aus der Jugend vom TSV 1860 München. Im Sommer 2008 wechselte er in die Türkei zu Kayserispor. Sein Debüt für Kayserispor gab er am 20. Dezember 2008 gegen Hacettepe SK. Für Kayserispor spielte er vier Jahre lang. Am 5. September 2012 verpflichtete ihn Galatasaray Istanbul. Er unterschrieb bei den Gelb-Roten einen Vierjahresvertrag.
Özçal wurde in seiner ersten Saison mit Galatasaray türkischer Meister. Er selbst kam in der Süper Lig nicht zum Einsatz. Für die Saison 2013/14 wurde er an Kardemir Karabükspor ausgeliehen. Anfang Januar 2015 wurde Özçal erneut an Karabükspor verliehen. Galatasaray erhielt 450.000 Euro und Karabükspor hatte für ihn bis zum 25. Mai 2015 eine Kaufoption in Höhe von 800.000 Euro.
Für die Saison 2015/16 wurde er an seinen ehemaligen Verein Kayserispor ausgeliehen. Damit arbeitete er nach seiner ersten Kayserispor-Periode und nach seiner Karabükspor-Periode zum dritten Mal mit dem Trainer Tolunay Kafkas zusammen.
Im Sommer 2016 verließ er Galatasaray endgültig und heuerte beim Ligarivalen Bursaspor an. Bursaspor verließ er ohne Spieleinsatz und wechselte weiter zu Osmanlıspor FK. Zur Rückrunde der Saison 2018/19 wurde er vom Zweitligisten Adanaspor verpflichtet.

### Nationalmannschaft
Furkan Özçal spielte zwischen 2006 und 2010 58-mal für türkische Juniorenauswahlen der Altersstufen U-16 bis U-21.

## Erfolg
Mit Galatasaray Istanbul
- Türkische Meisterschaft: 2013